# Hilmar Wäckerle
Hilmar Wäckerle (Forchheim, 24 november 1899 - Lviv, 2 juli 1941) was een Duits militair en SS'er tijdens de Tweede Wereldoorlog. Hij was eerste commandant van het concentratiekamp Dachau en een SS-officier tijdens de Duitse inval in Nederland.

## Carrière
Wäckerle trad in 1917 in dienst bij het Beiers leger, na de Beierse officiersopleiding te hebben afgerond. Tijdens de Eerste Wereldoorlog diende hij als sergeant in Frankrijk. In september 1918 raakte hij hier zwaargewond en verbleef tot na de wapenstilstand in een ziekenhuis. Na de oorlog studeerde hij aan de technische hogeschool in München. In 1922 werd hij lid van de NSDAP (lidnummer: 530 715). In München was hij een klasgenoot van Heinrich Himmler, en zou samen met hem bij het Freikorps Oberland gaan. Hij was een van de deelnemers aan de Bierkeller-putsch en de aanslag op Franz Josef Heinz, de premier van Saarland. Na zijn studie te hebben afgerond begon hij een ranch en hield zich minder bezig met de nazipolitiek.
Na 1925 werd hij echter weer actiever in de partij en meldde zich vrijwillig aan voor de SS (lidnummer: 9 729).

## Dachau
In 1933 vroeg Himmler hem om commandant te worden van het gloednieuwe concentratiekamp Dachau, waar toen politieke gevangenen werden vastgehouden. Hij voerde een streng bewind in het kamp, waarbij de gevangenen werden blootgesteld aan folteringen door de SS-bewakers. Enkele straffen die hij invoerde waren executie bij insubordinatie en ongehoorzaamheid. De Beierse regering was het geheel oneens met Wäckerles manier van handelen en klaagde hem aan voor moord. Hierop verving Himmler hem door Theodor Eicke. De chaos en wreedheden verdwenen grotendeels in het kamp. De basisregels die Wäckerle had ingevoerd aan het begin van zijn tijd vormden echter wel de basis van de regels die Eicke zou handhaven, en later zelfs van de regels die in alle concentratiekampen werden gehandhaafd.

## Waffen-SS
Nadat hij vervangen was in Dachau ging Wäckerle bij de SS. Hij bereikte hier eindelijk de officiersstatus die hij niet had bereikt in de Eerste Wereldoorlog. Op 24 augustus 1932 werd hij SS-Sturmführer. Op 30 januari 1933 volgde zijn bevordering tot SS-Sturmhauptführer, waarna hij op 1 maart 1934 werd bevorderd tot SS-Sturmbannführer, op 13 september 1936 tot SS-Obersturmbannführer en uiteindelijk tot SS-Standartenführer.

### Slag om de Grebbeberg
Wäckerle diende als SS-Obersturmbannführer als commandant van het 3e bataljon van SS-Standarte Der Führer tijdens de Slag om de Grebbeberg. Hij stond bekend als een energieke en agressieve, doch initiatiefrijke officier die persoonlijk risico niet schuwde. Met een deel van zijn eenheid brak hij door de stoplijn (de tweede linie) heen, waarop hij een stormloop ondernam richting de spoorbrug bij Rhenen. Ondanks dat deze mislukte liet hij hem enkele malen opnieuw uitvoeren, telkens zonder resultaat. Tijdens deze acties openbaarde hij zich echter ook als een wrede, meedogenloze man. Zo liet hij Nederlandse krijgsgevangenen als levend schild dienen (deze moesten hierbij hun uniform uitdoen en voor de Duitse colonnes lopen, waardoor de Nederlandse militairen niet konden schieten), waarbij enkelen door eigen vuur om het leven kwamen.
Tijdens de Slag om de Grebbeberg raakte hij tweemaal gewond, eenmaal in de rug (13 mei) en eenmaal in de bovenarm (14 mei). Voor zijn acties werd hij voorgedragen voor het Ridderkruis, maar er werd besloten dat voor zijn daden het IJzeren Kruis 1e- en 2e Klasse volstonden. Deze werden hem uitgereikt door Otto Weidinger, toen Wäckerle aan het herstellen was in een ziekenhuis in Arnhem.

### Na Nederland
Met de Franse veldtocht in volle gang besloot Himmler om zijn eenheden te versterken. Vanwege de troepenverdeling binnen Duitsland, waarbij de Waffen-SS slechts 1% van de nieuwe vrijwilligers ontving (de rest ging naar de Wehrmacht), moest men op zoek naar vrijwilligers uit het buitenland. Deze werden geworven in Germaanse landen als Denemarken, Noorwegen, België en Nederland. De Nederlandse en Vlaamse vrijwilligers kwamen terecht in de nieuw gevormde SS-Standarte Westland, onder bevel van Wäckerle, die voor deze gelegenheid werd bevorderd tot SS-Standartenführer. De SS-Standarte Westland zou worden toegevoegd aan de nieuw gevormde  SS-Division Wiking, onder leiding van Felix Steiner. Ondanks dat het binnen de divisie en het regiment niet vlekkeloos verliep wist Wäckerle een goede reputatie op te bouwen onder de troepen. Als onderdeel van de Heeresgruppe Sud viel de Wiking-divisie op 22 juni 1941 Oekraïne binnen. Westland zag vanaf 1 juli daadwerkelijk actie en vocht tegen het Rode Leger. De volgende dag, op 2 juli, inspecteerde Wäckerle enkele buitgemaakte wapens van de Russen toen hij door een Russische sluipschutter werd neergeschoten. Hij overleed ter plekke. Hij werd begraven op het landgoed Slowida. Als represaille werd een nabijgelegen dorp, van waaruit Wäckerle beschoten zou zijn, platgebrand.
Na zijn dood trok zijn weduwe, Elfriede Wäckerle, in bij een andere man zonder met hem te trouwen. Toen Himmler dit hoorde zorgde hij ervoor dat deze man, Johann Herzog genaamd, naar een concentratiekamp werd gedeporteerd, waar hij geen contact mocht hebben met de weduwe.

## Carrière
Wäckerle bekleedde verschillende rangen in zowel de Allgemeine-SS als Waffen-SS. De volgende tabel laat zien dat de bevorderingen niet synchroon liepen.
| Datums            | Beiers leger               | Vrijkorps Oberland | Allgemeine-SS       | Waffen-SS                                 |
| ----------------- | -------------------------- | ------------------ | ------------------- | ----------------------------------------- |
| 1 oktober 1913    | Kadett                     | —                  | —                   | —                                         |
| 1 augustus 1917   | Fahnenjunker-Unteroffizier | —                  | —                   | —                                         |
| 1918              | Fähnrich                   | —                  | —                   | —                                         |
| 1923              | —                          | Charakter Leutnant | —                   | —                                         |
| 1929              | —                          | —                  | SS-Bewerber         | —                                         |
| 20 juli 1931      | —                          | —                  | SS-Anwärter         | —                                         |
| 22 oktober 1931   | —                          | —                  | SS-Scharführer      | —                                         |
| 9 februari 1932   | —                          | —                  | SS-Truppführer      | —                                         |
| 24 augustus 1932: | —                          | —                  | SS-Sturmführer      | —                                         |
| 30 januari 1933   | —                          | —                  | SS-Sturmhauptführer | —                                         |
| 1 maart 1934      | —                          | —                  | —                   | SS-Sturmbannführer der Reserve (W-SS)     |
| 13 september 1936 | —                          | —                  | —                   | SS-Obersturmbannführer der Reserve (W-SS) |
| 21 augustus 1940  | —                          | —                  | —                   | SS-Standartenführer der Reserve (W-SS)    |

## Lidmaatschapsnummers
- NSDAP-nr.:  530 715[7] (lid geworden 1 mei 1931[2])
- SS-nr.: 9 729[7]

## Decoraties
- IJzeren Kruis 1939, 1e Klasse (mei 1940[2])
- IJzeren Kruis 1914, 2e Klasse[8] in 1918[2]
- Herhalingsgesp bij IJzeren Kruis 1939, 2e Klasse (mei 1940[2])
- Gewondeninsigne 1918 in zwart[8][2]
- Gewondeninsigne 1939 in zilver in mei 1940[2]
- Erekruis voor Frontstrijders in de Wereldoorlog[8] in 1934[2]
- Bloedorde[8] (nr.305[2][9])
- Rijksinsigne voor Sport in zilver[8]
- Sportinsigne van de SA in brons[8] op 1 december 1937[2]
- Ehrendegen des Reichsführers-SS[8]
- SS-Ehrenring[8]
- Ehrenwinkel der Alten Kämpfer
- Landesorden[8]